# Richmond (North Yorkshire)
Richmond é uma cidade mercado e uma paróquia civil no rio Swale, em North Yorkshire, Inglaterra. É o centro administraivo de Richmondshire. Fica situada no extremo do Parque Nacional Yorkshire Dales, e é uma zona de turismo.
O Rough Guide descreve a cidade como "uma verdadeira pedra preciosa" (an absolute gem) Betty James escreveu que "sem dúvida, Richmond é o local mais romântico do nordeste (de Inglaterra)". Joseph E. Morris concorda, embora vá mais longe ao dizer "Richmond é, sem qualquer dúvida, é o local mais romântico do norte de Inglaterra".

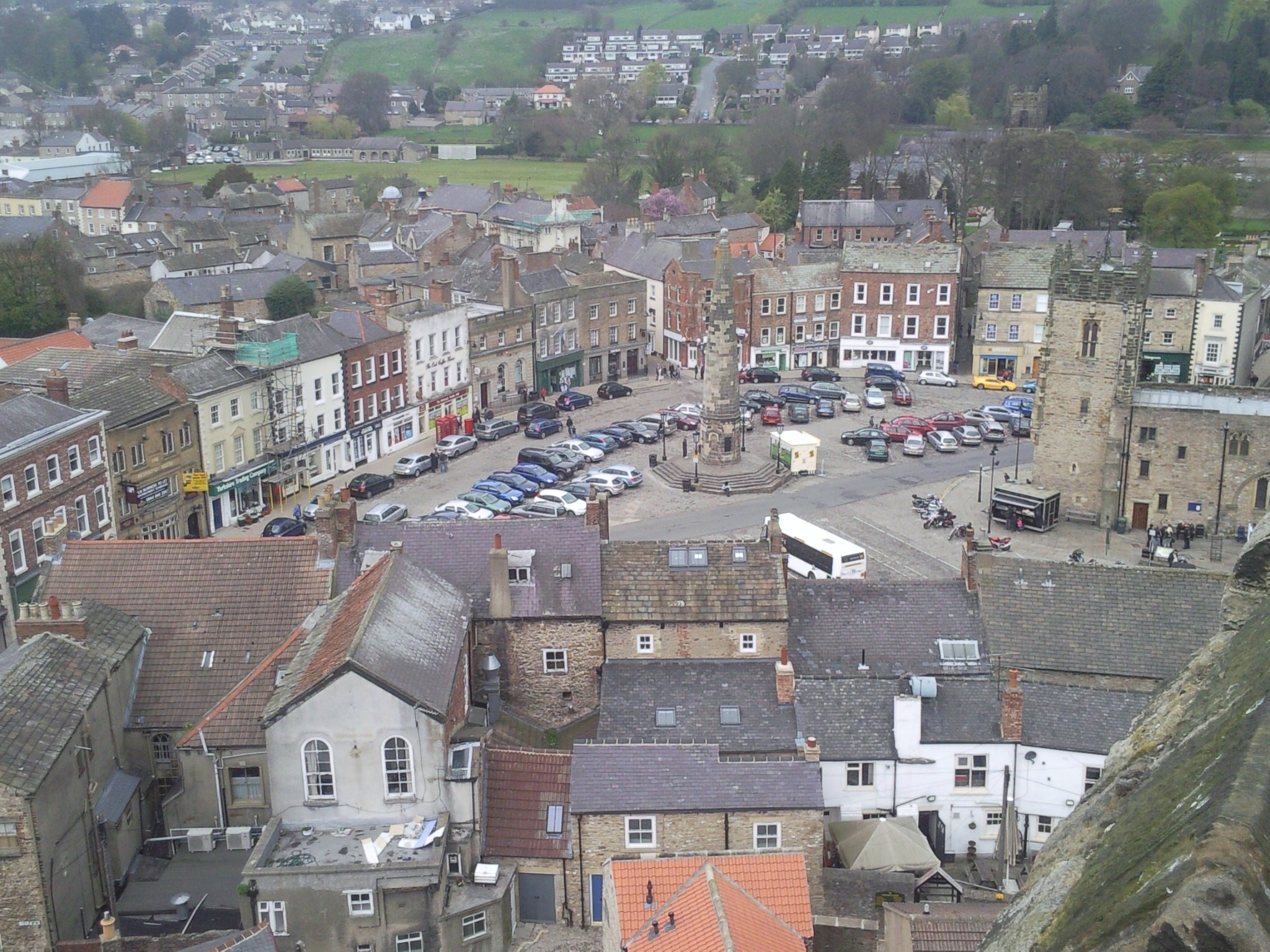
Richmond: vista do castelo

## História

### Etimologia
Deve-se à cidade de Richemont na Normandia (actualmente no departamento Sena Marítimo), a origem do nome de Richmond. Esta Richmond foi o epónimo dos Duques de Richmond (ou Condes de Richemont), um título detido pelo Duque da Britânia de 1136 a 1399.

### Origem
Richmond foi fundada em 1071 pelo bretão Alan Rufus, em terrenos doados por William, o Conquistador. O castelo de Richmond, terminado em 1086, consistiu num forte com paredes que abrangiam a área conhecida como o Mercado.
A ambiguidade constitucional dos Duques da Britânia como vassalos tanto de Valois (da Bretanha, França) e Plantagenet (de Richmond, Inglaterra), foi fonte de muita tensão entre os Bretões e os Ingleses do Norte, em particular durante a Guerra da Sucessão da Bretanha e da Guerra das Rosas.
Richmond acabou por ser pretendida por Francisco II, Duque da Bretanha até Henrique VII de Inglaterra, cujo bisneto Henrique Fitzroy, Duque de Richmond e Somerset, foi o primeiro duque de Richmond independente. A unificação de 
Richmondshire com o Principado de Gales e Reino da Inglaterra em Inglaterra e Gales fez parte do mesmo período tal como os Atos das Leis em Gales 1535-1542, em simultâneo com a união, em 1532, entre a Bretanha e a França, no reinado de Francisco II. Richmond foi agregada aos Welsh Marches desde o tempo de Esmé Stewart, 3º Duque de Lennox, e as relações da cidade com Mercia remontam ao tempo em que Edwin, Conde de Mercia, detinha a a velha mansão de Gilling West (um enclave dentro de Northumbria), que foi deslocada pelos bretões para Richmond. A Inclusão de Richmond no conjunto real político de Inglaterra teve a oposição dos cidadãos locais por mais de um século, através de várias rebeliões, confederações espanholas e missões Jesuítas, acabando num período de guerra civil. As figuras em destaque desta facção eram os Lordes de Baltimore, que se retiraram para a Irlanda e as colónias americanas pela sua paz de religião.
A prosperidade da cidade comercial e medieval, e centro, da indústria de lã de Swaledale aumentou no final dos séculos XVII e XVIII, com a florescente indústria de mineração de chumbo nas proximidades do vale Arkengarthdale